# Morso incrociato
Il morso incrociato (cross bite) è una forma di malocclusione dovuta a discrepanza trasversale negativa fra
1) la distanza trasversale che intercorre fra le fosse centrali dei molari superiori (minore)
2) la distanza trasversale che intercorre fra le cuspidi centrali-vestibolari dei molari inferiori (maggiore)
Dal punto di vista eziologico, si distinguono cross bite dentali e cross bite scheletrici. I primi sono imputabili ad anomalia di posizione dentale; i secondi imputabili ad ipoplasia del diametro trasverso del mascellare superiore (displasia trasversale).
Il morso incrociato è pertanto un disallineamento trasversale delle arcate dentarie in uno o più siti delle stesse. Potrà pertanto interessare:
- un singolo elemento (cross bite su singolo elemento, ovvero tipicamente un cross bite dentale)
- settore anteriore (cross bite anteriore)
- settore laterale (cross bite mono-laterale da contrazione trasversale lieve del mascellare superiore)
- settori laterali (cross bite bi-laterale da contrazione trasversale grave del mascellare superiore)
- settore anteriore e settori laterali (cross bite generalizzato)

A differenza del primo caso in elenco, gli altri sono tipicamente cross bite di tipo scheletrico; ovvero displasie maxillo-mandibolari da causa scheletrica. Possono interessare pazienti sindromici o pazienti non sindromici. Un tipico esempio di sindrome, nel cui corteo semeiologico compare tale malformazione trasversale, è la Sindrome di Pierre Robin. Tali pazienti presentano solitamente un mascellare superiore protruso sul piano anatomico postero-anteriore (diplasia di seconda classe scheletrica), ma ristretto sul piano trasversale. Studi genetici dimostrano che l'aberrazione di sviluppo possa coinvolgere il gene DLX4 in caso di schisi oro-facciale La sindrome di Pierre Robin, infatti, oltre a variazioni dimensionali del diametro trasverso del mascellare superiore, è spesso accompagnata da Palatoschisi.
La discrepanza trasversale alla base del morso incrociato è dovuta quindi a contrazione del mascellare superiore, che presenta diametri trasversi ridotti ed una volta palatina alta e stretta.